# Branislav Glumac
Branislav Glumac (Smederevo, 10. lipnja 1938.), hrvatski književnik, pjesnik, prozaik, dramski pisac i likovni kritičar.

## Životopis
Branislav Glumac rođen je 1938. godine u Smederevu u obitelji Josipe i Aleksandra Glumca. Srednju školu pohađao je u Virovitici i završio ju je 1957. godine. U Zagrebu živi od 1958. godine kao profesionalni književnik te je 1973. godine na Filozofskome fakultetu u Zagrebu diplomirao jugoslavenske književnosti i engleski jezik.
Svom zavičajnom gradu, Virovitici, poklonio je 100 umjetničkih djela hrvatskih slikara i 20 skulptura koje su izložene sada kao stalni postav u dvorcu Pejačević.
Živi i radi u Zagrebu.

## Književno stvaralaštvo
Objavio je tridesetak knjiga. Prvim pjesmama javio se 1953. godine u Virovitičkom listu. Zastupljen je u antologijama proze i poezije. S Petrom Kepeskim preveo je prvu antologiju makedonske poezije na hrvatski jezik. Sačinio je i antologiju Moja prva ljubavna pjesma (od Krleže do Babića). Sav svoj radni vijek proveo je (i provodi) kao profesionalni književnik. Statusna knjiga unutar Glumčevog opusa i kultna knjiga recentne hrvatske proze je roman Zagrepčanka iz 1974. godine u kojem je osim tematske složenosti autor unio i potpuno ukidanje interpunkcije da bi kasnije, posebno u knjigama pjesama, stvorio specifični vlastiti interpunktuarij.
Nevezanost za radni odnos omogućila mu je da se kreće u raznovrsnim umjetničkim društvima i sredinama: od svijeta glume, teatra i filma do važnih susreta i prijateljevanja sa slikarima i kiparima. Tako su nastale knjige Razgovori sa slikarima koje je vodio u ateljeima tematski vezani za procese likovnog stvaranja u vremenskom rasponu od najstarijih do mlađih generacija (Tartaglia, K. Hegedušić, Veža, Lovrenčić, Šebalj, Vaništa, Murtić, Reiser, Dogan, Seder, Koydl, Biffel, Hoti, Šiško, Lončar) i Sjećanja na ljude (dvije knjige) književnike od Krleže, Cesarića, Tadijanovića, Krkleca, Božića, Šegedina, Matkovića, Kaleba, Desnicu, Dizdara, Slamniga, Šoljana, V. Parun, Kuzmanovića, Pupačića do Severa, glumce i redatelje od Gavelle, Radojevića, Spajića, Golika, D. i J. Marušića, Grkovića, Cilića, Kutijara, Šovagovića, Ličine, Dracha pa do Kojadinovića, Oreškovića, Krnjajića, Buljana i mnogih drugih.
Pojedina djela i tekstovi su mu prevedena na francuski, engleski, njemački, talijanski, ruski, slovenski, bugarski, slovački i albanski jezik. 

## Djela

### Romani
- Zagrepčanka, 1974. (13 izdanja, prevedena na slovački, njemački i albanski jezik)
- Pasji praznik, 1980.
- Pokusni čovjek, 1990. (prijevod na albanski 2010. godine)
- Brijeg hijena, 1998.
- Odmrzlo ljeto, 2012.

### Knjige Novela
- Posljednji živi mrtvac, 1965.
- Pohvatajte male lisice, 1966.
- Živjeti kao čovjek, 1975.
- Deset priča o ljubavi, za ljubav i protiv ljubavi, 1985.
- Živjeti kao čovjek: izbrane proze: (1958. – 2008.), 2008.

### Knjige pjesama
- Pjesme (zajednička knjiga: Peta strana svijeta / Branislav Glumac, str. 5-26., Žur u crnogoričnoj vili / Zvonimir Majdak, str. 27-48., Ponovo će se popeti more / Alojz Majetić, str. 49-69.), 1960.[4]
- Otok, 1960.
- Unutrašnji pejzaži, 1966.
- Žut pra konj, 1976.
- Ljubavna režanja, 1977., (4 izdanja, prevedena na francuski i engleski jezik)
- Leglo, 1981.
- 62 pjesme i jedna radosna, 2002.
- Završna dionica, 2004.
- Ljekarna od vremena, 2007.
- 145 sjećanja na ljude (o)smijeh. hranu. alkohole. duhan..., 2008.
- Ispisnica: izbrane pjesme: (1958. – 2008.), 2008.
- Kazaljke oko očiju, 2009.
- UpotriJebni naPici, 2011.
- Nova sjećanja na ljude..., 2011.

### Polemike, feljtoni
- Svi moji ljudi, 1975.
- Kritika hrvatske "književne kritike", 1983.

### Antologije
- Moja prva ljubavna pjesma (od Krleže do Babića), 1973.
- Antologija suvremene makedonske poezije, (s Petrom Kepeskim), 1980.
- Moja antologija hrvatske ljubavne poezije (od Matoša do I. S. Bodrožić), 2011.

### Monodrame
- Naopako, ITD, Zagreb, 1979.
- Za dom spremni, Jazavac, Zagreb, 1993.
- Jezičina, Tvornica, Zagreb, 2003.

### Drame
- Ko je ’ko u Hrvatskoj, Vidra, Zagreb, 1998.

### Razgovori
- Razgovori sa slikarima – oko, ruka, kist, 2005.

## Nakladnici
- Zadnjih 12 knjiga izdala nakladnička kuća VBZ iz Zagreba, a ranije knjige objavile su nakladnička kuće Zora, Mladost, Prosvjeta, Lykos i Naprijed.

## Vanjske poveznice
- Dobro jutro Hrvatska: Čitajmo zajedno, 01. ožujka 2013., Branislav Glumac i Zagrepčanka[neaktivna poveznica]